# Sergei Krikalev
Sergei Konstantinovich Krikalev (em russo:  Сергей Константинович Крикалёв: Leningrado, 27 de agosto de 1958) é um cosmonauta russo e um dos maiores veteranos do espaço, integrante de sete missões espaciais soviéticas, russas e norte-americanas e habitante, por duas vezes, da Estação Espacial Internacional e da estação espacial russa Mir.
Tem o apelido de "último cidadão da União Soviética", pois na virada de 1991-1992 ele passou 311 dias a bordo da Mir, enquanto a URSS se desintegrava em diversas repúblicas na Terra. Foi ao espaço como soviético e retornou russo. Estes eventos foram documentados e contextualizados num documentário de 1995, Out of the Present.  Por dez anos ele teve o recorde de ser humano com mais tempo passado no espaço – 803 dias 9 horas e 39 minutos – até ser superado em setembro de 2015 pelo compatriota Gennady Padalka, que encerrou sua quinta missão espacial com a marca de 879 dias em órbita.

## Carreira
Formado em engenharia mecânica em 1981, logo após desenvolveu e testou diversos equipamentos para voo espacial e métodos de operações de controle de solo. Quando a estação espacial Salyut 7 falhou em 1985, trabalhou na equipe de salvamento nos procedimentos para desenvolvimento do acoplamento com a estação descontrolada consertando-a a bordo do sistema.
Krikalev foi selecionado cosmonauta em 1985, completou seu treino básico em 1986, e designado para o programa de lançamentos do Buran, o protótipo do ônibus espacial soviético. Em 1988, começou o treinamento para seu primeiro voo de longa duração a bordo da estação espacial Mir.
A missão Soyuz TM-7 foi lançada em direção a Mir no dia 26 de novembro de 1988. Sergei era o engenheiro de voo e permaneceu por vinte e cinco dias em órbita. Quando a tripulação anterior retornou para a Terra, Sergei e os cosmonautas Valeri Polyakov e Alexander Volkov continuaram executando experiências a bordo. Houve então um atraso da preparação da próxima tripulação. Ele e seus companheiros receberam a incumbência de preparar a estação para um período de operações não tripuladas antes de retornar a Terra em 27 de abril de 1989.

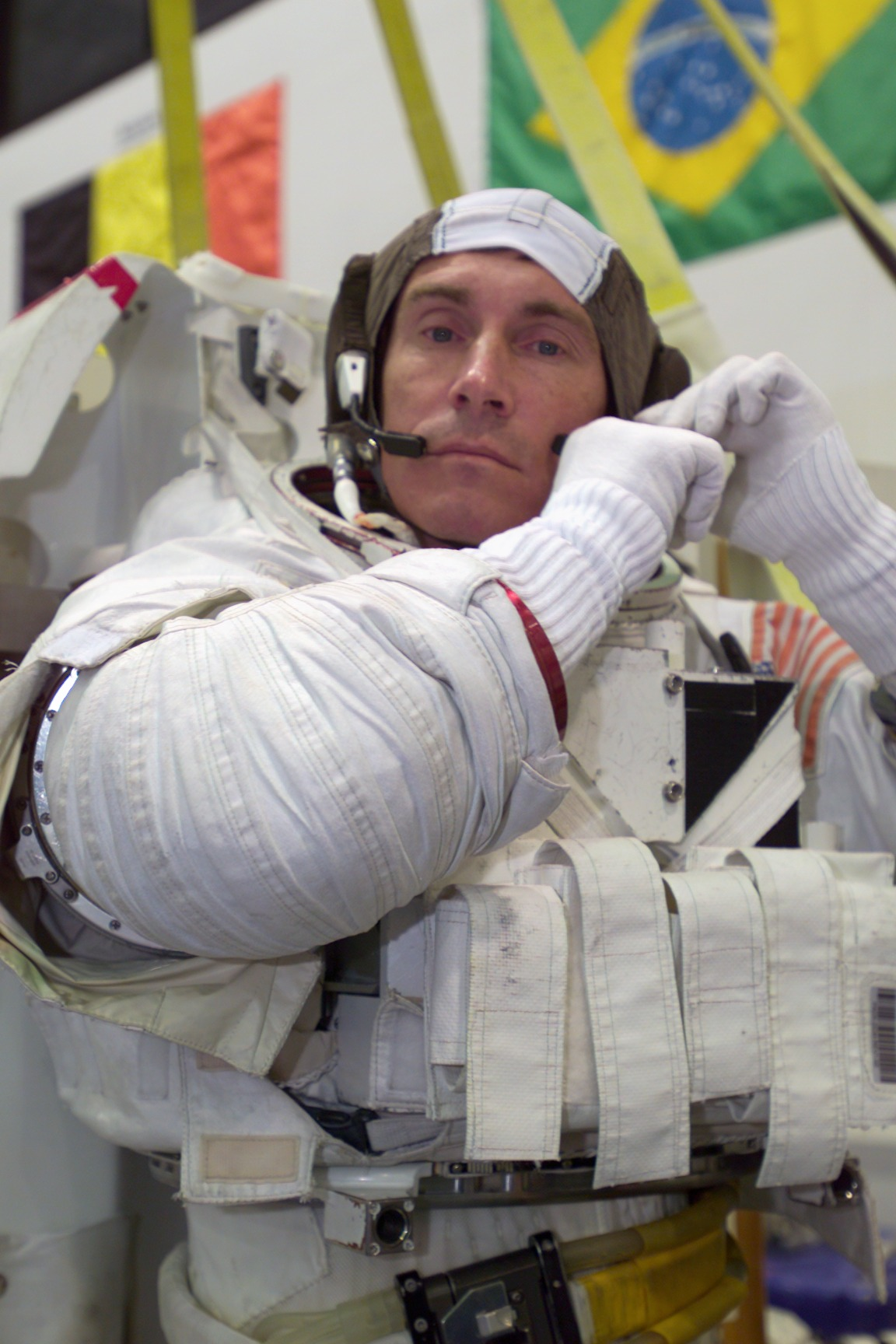
Sergei Krikalev durante treinamento em traje espacial para assumir o comando da Expedição 11 da ISS, em 2005.

Em abril de 1990, Krikalev começou a se preparar para o seu segundo voo como membro da tripulação da oitava missão de longa duração da Mir. A missão Soyuz TM-12 foi lançada em 19 de maio de 1991,  Krikalev foi novamente engenheiro de voo e a nave levou ao espaço com ele, além do comandante Anatoli Artsebarsky,  a primeira cosmonauta britânica e primeira turista espacial Helen Sharman.  A tripulação anterior retornou a Terra e Krikalev permaneceu na Mir junto com Artsebarsky.
Em julho de 1991, Sergei aceitou ficar na Mir como engenheiro de voo para a próxima tripulação. Esta somente chegaria em outubro, pois o programa espacial russo entrou em crise, houve a redução de duas missões para uma.
O lançamento da Soyuz TM-13 foi em 2 de outubro de 1991 e  Toktar Aubakirov, cosmonauta da república soviética do Casaquistão, não tinha sido treinado para voos de longa duração. Ele e Franz Viehbock, o primeiro astronauta austríaco, retornaram com Artsebarsky em 10 de outubro de 1991. O chefe da missão Alexander Volkov permaneceu a bordo com Krikalev. Depois da substituição de tripulação em outubro, Volkov e Krikalev continuaram a realizar experiências na Mir e retornaram à Terra em 25 de março de 1992.
Em outubro daquele ano, a NASA anunciou que necessitaria de um cosmonauta experimentado para voar a bordo de uma missão do ônibus espacial. Krikalev foi um dos dois candidatos nomeados pela Agência Espacial Russa para treinamento com a tripulação da missão STS-60. Em abril de 1993, foi designado como especialista de missão principal. Em setembro, Vladimir Titov foi selecionado para voar na missão STS-63 do Discovery com Krikalev escolhido para treiná-lo. Krikalev voou na STS-60, lançada em 3 de fevereiro de 1994, na primeira missão conjunta EUA-Rússia utilizando ônibus espacial.
Entre novembro de 2000 e março de 2001, ele fez parte da primeira tripulação permanente de ocupação da ISS, a Expedição 1, passando 136 dias em órbita.
Em junho de 2005, ele participou de sua última estadia no espaço, como comandante da Expedição 11 na Estação Espacial Internacional, vivendo e trabalhando a bordo por um período de seis meses. Esta expedição foi lançada do Cosmódromo de Baikonur no Cazaquistão em 14 de abril de 2005.
Depois de encerrar as atividades como cosmonauta, ele continuou a trabalhar na agência espacial russa e hoje é o diretor do programa de missões espaciais humanas da Roscosmos.

## Vida pessoal
Krikalev é casado com Elena Terekhina e da união tiveram uma menina. Ele é radioamador e nas horas de folga no espaço conversa com outros radioamadores do mundo inteiro usando o indicativo de chamada U5MIR quando passa sobre seus países.  A comunicação é possível em VHF-FM nas frequências de: 145,80 MHz no modo Worldwide downlink for voice and packet; 145,99 no modo Worldwide packet uplink; 145.20 MHz Region 1, voice uplink; e em 144.49 MHz nos modos Region 2 e 3 voice uplink.

## Honrarias
Foi condecorado com o título de Herói da União Soviética, a Ordem de Lenin, com o título francês de L 'Officier de La L'egion d 'Honneur e com os novos títulos de Herói da Rússia. Foi premiado também com a Medalha de Voo do Espaço da NASA em 1994 e em 1998.